# Jan starší Kobylka z Kobylího
Jan starší Kobylka z Kobylího (1545–1630) byl moravský šlechtic z rodu vladyků Kobylku z Kobylího.

## Životopis
Kobylkové pocházeli z tvrze Kobylí - část Krásných Louček severozápadně od Krnova. Byl synem mírovského hradního hejtmana Jindřicha Kobylky z Kobylího, který se v roce 1577 stal luteránem. Jeho matkou byla Anna Zoubková ze Zdětína. Synové Jindřicha Kobylky byli vychování ve stejné víře. Rytíř Jan starší Kobylka byl vlastníkem biskupského lenní statku Podolí s tvrzí, vsi Podolíčko, Vyšehoří a Úvoz, domu v Lošticích a v roce 1587 koupil statek Vranová Lhota. Jeho první manželkou byla Magdalena Podstatská z Prusinovic. V roce 1592 se jeho druhou manželkou stala Anna Ederovna, dcera Vavřince Edera ze Štiavnice, který již byl po smrti a ona byla dědičkou panství Sovinec a Rabštejn. V roce 1607 umírá manželka Anna a on se stává jediným majitelem bohatého panství. Díky majetku druhé manželky a schopnostem se stal úspěšným ve veřejných funkcích. Potřetí se oženil s Magdalénou (Markétou) Přepyskou z Rychmburku.

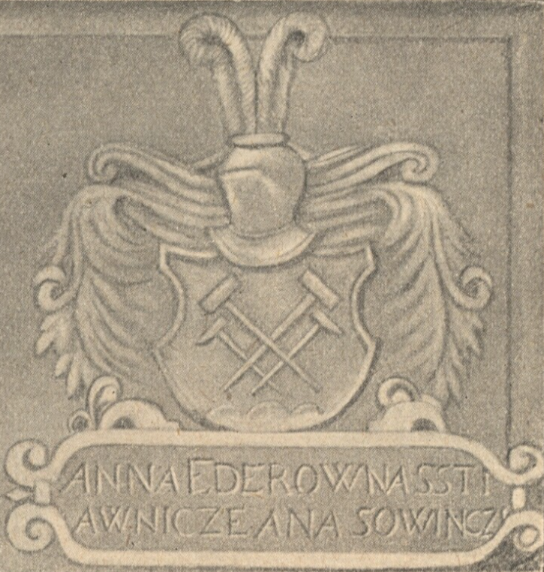
Erb Janovy manželky Anny Ederové ze Štavnice

V roce 1608 se stal stálým přísedícím při zemském soudu, roku 1615 pak členem komise pro úpravu zemského zřízení. V roce 1616 mu římský císař a český král Matyáš Habsburský propůjčil titul královského rady. V období stavovského povstání (1618–1620) byl členem 30členného moravského direktoria, rovněž byl defenzor a člen komise pro prodej konfiskovaných církevních statků. Po potlačení povstání byl nakrátko ve vězení, později mu byl udělen císařský pardon. Byl nucen se vykoupit několika tisícovými půjčkami císaři Ferdinandovi II. Musel odprodat majetek císařovu bratrovi, vratislavskému biskupovi a velmistru Řádu německých rytířů, arciknížeti Karlovi Habsburskému za 200 000 zlatých. Skutečné zaplacení se vleklo a k uhrazení celé částky nikdy nedošlo. Majetek připadl v roce 1623 Řádu německých rytířů.
Jan st. Kobylka z kobylího zemřel v roce 1630 nemajetný a opuštěný.